# Ignatius IV av Antiokia
Ignatius IV av Antiokia (arabiska: إغناطبوس الرابع هزيم، بطريرك أنطاكيا وسائر المشرق ), född 4 april 1920 i Mhardeh nära Hama, Syrien, död 5 december 2012 i Beirut, Libanon, var patriark i den grekisk-ortodoxa kyrkan i Antiokia åren 1979-2012.

### Fotnoter
1. ↑  Webbplats Arkiverad 21 juni 2009 hämtat från the Wayback Machine., Läst 5 december 2012